# Линдхаген, Карл
Карл Линдхаген (швед. Carl Lindhagen, 17 декабря 1860 — 11 марта 1946) — шведский юрист, политик-социалист и пацифист. Был бургомистром Стокгольма в 1903—1930 гг.
Отец — Альберт Линдхаген, также шведский юрист и политик, автор градостроительного плана Стокгольма.

## Биография
Карл Линдхаген родился в Стокгольме в 1860 году. Изучал право в Уппсале, будучи студентом местного университета. С 1897 года — депутат Риксдага.
Как юрист, Линдхаген участвовал в качестве консультанта в подготовке завещания Альфреда Нобеля. Он был первым в истории секретарём Нобелевского комитета в 1899 году.
И именно Линдхаген предложил идею номинировать на получение Нобелевской премии мира за антивоенную деятельность. Как политик он боролся за демократию, права женщин и улучшение жизни шведских фермеров и рабочего класса. Также он выступал за более благоприятные условия для коренных жителей Северной Швеции — народа саами.
Он женился в первый раз в 1883 году, но в 1902 году его жена умерла после продолжительной болезни. После этого, в 1904 году, он женился второй раз, на Дженни Линдхаген, у них было двое детей.
Он начал свою политическую карьеру в Либеральной партии, ещё в то время, когда борьба за демократию считалась радикальным движением. Он стал членом Шведской Социал-демократической Рабочей партии, когда ему было уже почти 50 лет.
Вскоре он присоединился к левой внутрипартийной оппозиции, боровшейся с лидером партии Карлом-Яльмаром Брантингом. Левое крыло социалистов в итоге возглавил молодой коммунист Цет Хёглунд. В итоге борьба сторонников Хёглунда (радикалов; в их числе был и Линдхаген) и Брантинга привела к расколу партии: в 1917 году радикалы во главе с Хёглундом сформировали свою партию — Левую социал-демократическую партию Швеции (ЛСДПШ).
Как бургомистр Стокгольма, Карл Линдхаген, вместе с Туре Нерманом и Фредриком Стрёмом, был в составе маленькой делегации, встречавшей Ленина во время его приезда и кратковременного пребывания в Стокгольме в апреле 1917 года. Любопытно, что шведские коммунисты купили Ленину в стокгольмском универмаге PUB новый костюм, одетым в который Ленин и прибыл в Петроград.
Карл Линдхаген изначально поддержал Ленина и большевистскую революцию в России, но, будучи убеждённым пацифистом, он выражал и несогласие с некоторыми положениями коммунистической теории.
В 1921 году Линдхаген выступил против «двадцати одного условия приёма в Коминтерн», написанного Лениным, и, таким образом, был вынужден покинуть Левую партию. Большинство же членов ЛСДПШ, поддержавшее сей документ, переименовало партию в Коммунистическую партию Швеции (КПШ). Те же, кто вместе с Линдхагеном не признали «21 условие», составив меньшинство и будучи вынужденными уйти из ЛСДПШ-КПШ, создали партию под старым названием «Левая социал-демократическая партия Швеции» во главе со своим лидером Иваром Веннерстрёмом. Эта партия просуществовала недолго: в 1923 году она влилась в состав Шведской социал-демократической рабочей партии. Таким образом, для Линдхагена всё вернулось на круги своя: он вернулся в ту партию, из которой ушёл за много лет до того.
Открывал Всемирный конгресс эсперантистов в Данциге в 1927 году.
Скончался 11 марта 1946 года.